# Fritte
Fritten (Mustela putorius furo, også kaldet tamilder) er den domesticerede form af en ilder. Den domesticerede form anvendes fortsat til kaninjagt nogle steder i verden, men anvendes i dag primært som kæledyr. Fritten har været et medlem af den menneskelige husstand i et par tusinde år.
En fritte har typisk brun, sort, hvid eller blandet pels. De har gennemsnitligt en længde på 51 cm med en hale på 13 cm og vejer mellem 700 gram og 2 kg og har en levetid på mellem 7-10 år. Fritter er seksuelt dimorfe, hvor hannen er væsentligt større end hunnen.